# Vernonia bellula
Vernonia bellula là một loài thực vật có hoa trong họ Cúc. Loài này được Dematt. mô tả khoa học đầu tiên năm 2000.